# Thijs Houwing
Thijs Houwing (Vasse, 22 aprile 1981) è un ex calciatore olandese, di ruolo attaccante.

## Caratteristiche tecniche
Nel 2001 è stato inserito nella lista dei migliori calciatori stilata da Don Balón.

## Palmarès

### Club

#### Competizioni nazionali
- Coppa dei Paesi Bassi: 1

Twente: 2000-2001